# Ung No Lee
Ung No Lee (o Yi Eungro)  (en Hangul:이응로, in Hanja:李應魯 (Corea 12 de enero de 1904 – París 10 de enero de 1989) es considerado en su país como uno de los principales pintores coreanos contemporáneos.
En 1945, fundó el Instituto de Pintura GO AM, Seúl. Viajó en París donde se radicó y murió.
Su pintura abstracta se basa en la caligrafía del lejano oriente
Participó en numerosas exposiciones colectivas, entre ellas:
- 1961, 1963,1970 en el Salón de París en las comparaciones.
- 1963, primeras galerías internacionales Exposiciones en Museo Cantonal de Bellas Artes.
- 1965 Bienal de São Paulo, en 1989 y 1992, en la FIAC en París.